# Eremostachys popovii
Eremostachys popovii là một loài thực vật có hoa trong họ Hoa môi. Loài này được Gontsch. ex Popov mô tả khoa học đầu tiên năm 1940 publ. 1941.